# Championnat du monde des rallyes 2019
Navigation
2018 2020
Le championnat du monde des rallyes 2019 est la 47e édition du championnat du monde des rallyes. Il est composé de quatorze manches réparties sur quatre continents. Le championnat pilote et copilote est remporté lors du Rallye de Catalogne par les estoniens Ott Tänak et Martin Järveoja au volant d'une Toyota Yaris WRC engagée par Toyota Gazoo Racing WRT. Ce succès met ainsi fin à quinze ans de domination française dans la discipline avec les neuf titres acquis par Sébastien Loeb de 2004 à 2012 et les six titres de Sébastien Ogier acquis 2013 à 2018. Avant cela, le dernier pilote non-tricolore à remporter le championnat WRC était le Norvégien Petter Solberg en 2003.

## Participants

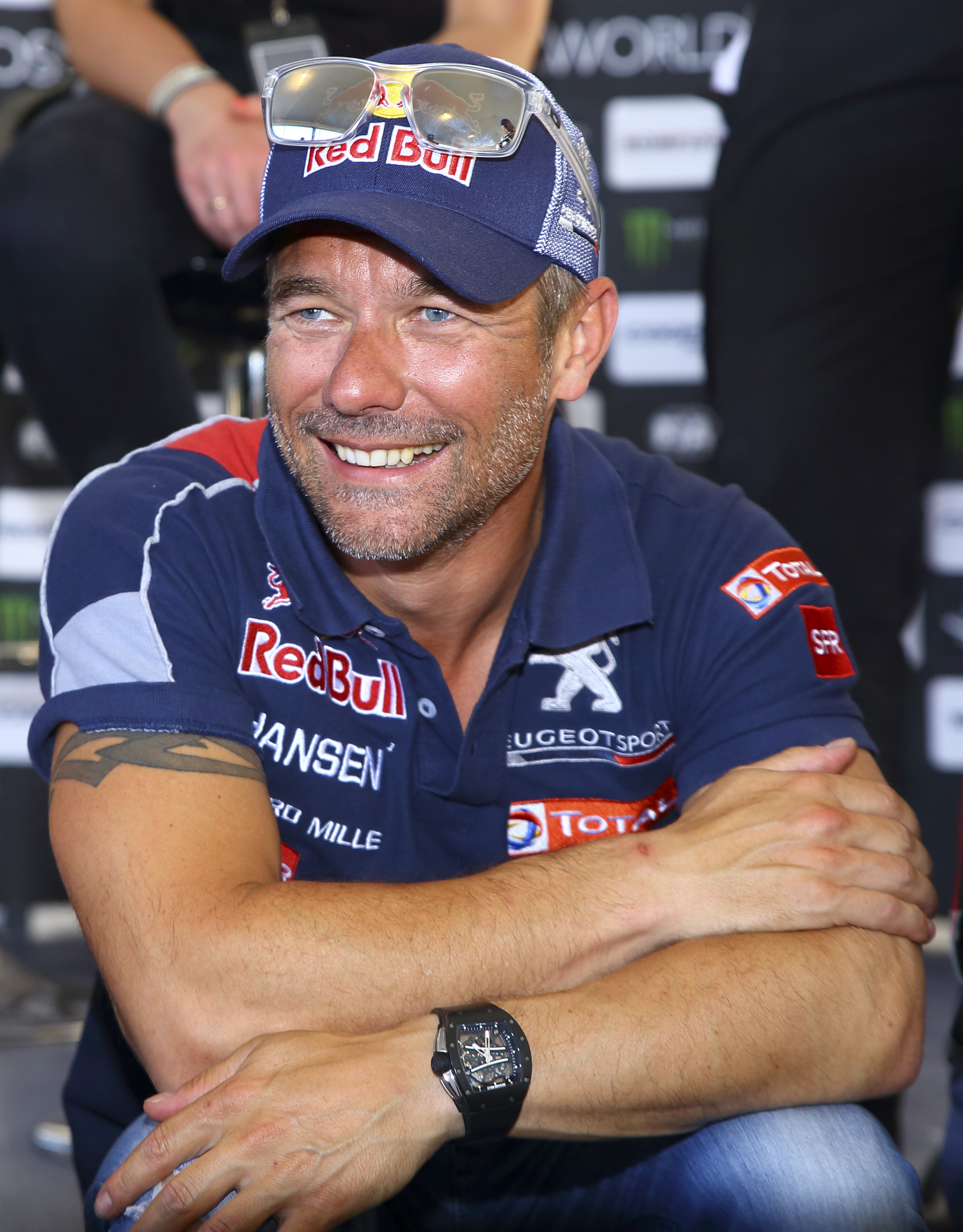
Sébastien Loeb, ici lors de la manche portugaise du WRX 2017, quitte Citroën et rejoint Hyundai pour disputer 6 des 14 rallyes de la saison.

Une des surprises de cette saison 2019 est le retour de Sébastien Ogier chez Citroën. Toujours copiloté par Julien Ingrassia, l'engagement porte sur une durée de deux années. Le constructeur français mise également sur Esapekka Lappi en provenance de Toyota.
La place laissée libre chez Toyota est attribuée à Kris Meeke. Citroën Racing avait remercié le tandem durant la saison 2018 en raison de « trop fréquentes sorties de route ». Le Britannique fait en revanche son retour sans son habituel copilote irlandais Paul Nagle mais avec Sebastien Marshall, copilote d'Hayden Paddon en 2018.
Paul Nagle copilotera Craig Breen pendant les rallyes de Finlande et de Grande Bretagne. 

### Engagés en WRC
| Engagés éligibles pour marquer des points au classement constructeurs   |                               |                       |       |    |                          |                        |                     |
| Constructeur                                                            | Équipe                        | Voiture               | Pneus | N° | Pilote                   | Copilote               | Manches             |
| Citroën                                                                 | Citroën Total WRT             | Citroën C3 WRC        | M     | 1  | Sébastien Ogier          | Julien Ingrassia       | Toutes              |
| Citroën                                                                 | Citroën Total WRT             | Citroën C3 WRC        | M     | 4  | Esapekka Lappi           | Janne Ferm             | Toutes              |
| Ford                                                                    | M-Sport Ford World Rally Team | Ford Fiesta WRC       | M     | 3  | Teemu Suninen            | Marko Salminen         | Toutes              |
| Ford                                                                    | M-Sport Ford World Rally Team | Ford Fiesta WRC       | M     | 33 | Elfyn Evans              | Scott Martin           | 1-8, 12-13          |
| Ford                                                                    | M-Sport Ford World Rally Team | Ford Fiesta WRC       | M     | 37 | Lorenzo Bertelli         | Simone Scattolin       | 6                   |
| Ford                                                                    | M-Sport Ford World Rally Team | Ford Fiesta WRC       | M     | 7  | Pontus Tidemand          | Ola Fløene             | 1-2, 11-12          |
| Ford                                                                    | M-Sport Ford World Rally Team | Ford Fiesta WRC       | M     | 44 | Gus Greensmith           | Elliott Edmondson      | 7, 9-10             |
| Ford                                                                    | M-Sport Ford World Rally Team | Ford Fiesta WRC       | M     | 18 | Jouni Virtanen           | Risto Pietiläinen      | 9                   |
| Ford                                                                    | MP-Sports                     | Ford Fiesta RS WRC    | M     | 26 | Martin Prokop            | Jan Tománek            | 8                   |
| Hyundai                                                                 | Hyundai Shell Mobis WRT       | Hyundai i20 Coupe WRC | M     | 6  | Daniel Sordo             | Carlos del Barrio      | 3-5, 7-8, 10-11, 13 |
| Hyundai                                                                 | Hyundai Shell Mobis WRT       | Hyundai i20 Coupe WRC | M     | 11 | Thierry Neuville         | Nicolas Gilsoul        | Toutes              |
| Hyundai                                                                 | Hyundai Shell Mobis WRT       | Hyundai i20 Coupe WRC | M     | 19 | Sébastien Loeb           | Daniel Elena           | 1-2, 4, 6-7, 13     |
| Hyundai                                                                 | Hyundai Shell Mobis WRT       | Hyundai i20 Coupe WRC | M     | 89 | Andreas Mikkelsen        | Anders Jæger-Synnevaag | 1-3, 5-6, 8-12      |
| Hyundai                                                                 | Hyundai Shell Mobis WRT       | Hyundai i20 Coupe WRC | M     | 42 | Craig Breen              | Paul Nagle             | 9, 12               |
| Toyota                                                                  | Toyota Gazoo Racing WRT       | Toyota Yaris WRC      | M     | 5  | Kris Meeke               | Sebastian Marshall     | Toutes              |
| Toyota                                                                  | Toyota Gazoo Racing WRT       | Toyota Yaris WRC      | M     | 8  | Ott Tänak                | Martin Järveoja        | Toutes              |
| Toyota                                                                  | Toyota Gazoo Racing WRT       | Toyota Yaris WRC      | M     | 10 | Jari-Matti Latvala       | Miikka Anttila         | Toutes              |
| Engagés inéligibles pour marquer des points au classement constructeurs |                               |                       |       |    |                          |                        |                     |
| Citroën                                                                 | Mauro Miele                   | Citroën DS3 WRC       | M     | 20 | Mauro Miele              | Luca Beltrame          | 1                   |
| Citroën                                                                 | Jean-Charles Beaubelique      | Citroën DS3 WRC       | M     | 40 | Jean-Charles Beaubelique | Julien Pesenti         | 4                   |
| Citroën                                                                 | Robert Simonetti              | Citroën DS3 WRC       | M     | 43 | Robert Simonetti         | Célia Simonetti        | 4                   |
| Ford                                                                    | M-Sport Ford World Rally Team | Ford Fiesta WRC       | M     | 37 | Lorenzo Bertelli         | Simone Scattolin       | 2                   |
| Ford                                                                    | JanPro Racing                 | Ford Fiesta WRC       | M     | 92 | Janne Tuohino            | Mikko Markkula         | 2                   |
| Ford                                                                    | JanPro Racing                 | Ford Fiesta WRC       | M     | 18 | Jouni Virtanen           | Risto Pietiläinen      | 9                   |
| Ford                                                                    | Armando Pereira               | Ford Fiesta RS WRC    | M     | 41 | Armando Pereira          | Rémi Tutélaire         | 4                   |
| Ford                                                                    | Alain Vauthier                | Ford Fiesta RS WRC    | M     | 42 | Alain Vauthier           | Gilbert Dini           | 4                   |
| Toyota                                                                  | GRX Team                      | Toyota Yaris WRC      | M     | 68 | Marcus Grönholm          | Timo Rautiainen        | 2                   |
| Toyota                                                                  | Tommi Mäkinen Racing          | Toyota Yaris WRC      | M     | 69 | Juho Hänninen            | Tomi Tuominen          | 8                   |
| Toyota                                                                  | Tommi Mäkinen Racing          | Toyota Yaris WRC      | M     | 17 | Takamoto Katsuta         | Daniel Barritt         | 10, 13              |

## Calendrier et règlement
Une manche fait son apparition cette année avec le rallye du Chili, portant le nombre total de manches à quatorze. 
| N° | Dates             | Rallye                    | Base             | Surface             |
| -- | ----------------- | ------------------------- | ---------------- | ------------------- |
| 1  | 24 - 27 janvier   | Rallye Monte-Carlo        | Gap              | Asphalte et neige   |
| 2  | 14 - 17 février   | Rallye de Suède           | Torsby           | Neige               |
| 3  | 7 - 10 mars       | Rallye du Mexique         | León             | Gravier             |
| 4  | 28 - 31 mars      | Tour de Corse             | Bastia           | Asphalte            |
| 5  | 25 - 28 avril     | Rallye d'Argentine        | Villa Carlos Paz | Gravier             |
| 6  | 9 - 12 mai        | Rallye du Chili           | Concepción       | Gravier             |
| 7  | 30 mai - 2 juin   | Rallye du Portugal        | Matosinhos       | Gravier             |
| 8  | 13 - 16 juin      | Rallye de Sardaigne       | Alghero          | Gravier             |
| 9  | 1 - 4 août        | Rallye de Finlande        | Jyväskylä        | Gravier             |
| 10 | 22 - 25 août      | Rallye d'Allemagne        | Saarbrücken      | Asphalte            |
| 11 | 12 - 15 septembre | Rallye de Turquie         | Marmaris         | Gravier             |
| 12 | 3 - 6 octobre     | Rallye de Grande-Bretagne | Deeside          | Gravier             |
| 13 | 24 - 27 octobre   | Rallye de Catalogne       | Salou            | Asphalte et gravier |
| 14 | 14 - 17 novembre  | Rallye d'Australie        | Coffs Harbour    | Gravier             |

## Déroulement de la saison et faits marquants du championnat

### Rallye Monte-Carlo

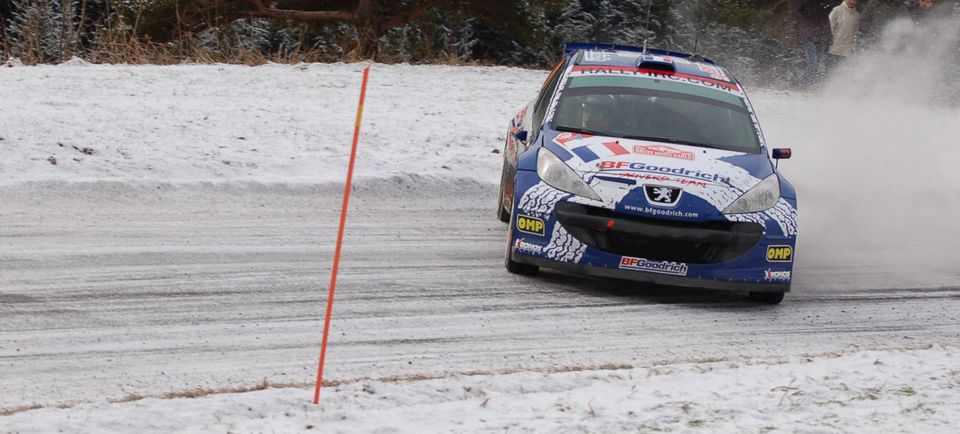
Sébastien Ogier et Julien Ingrassia, 10 ans plus tôt, au rallye Monte-Carlo 2009.

Le rallye débute en nocturne le jeudi. Ott Tänak signe le meilleur chrono de l’ES1 et reste en tête à l'issue de l'ES2 remportée par Thierry Neuville. Ces deux spéciales ont créé des écarts puisque hormis Neuville et Sébastien Ogier, tous les autres concurrents sont relégués à plus de 45 s de la tête.
Le vendredi, les conditions sont comme la veille variées, ce qui implique des stratégies pneumatiques différentes. Néanmoins, ces dernières sont perturbées par l'annulation de la première spéciale pour raisons de sécurité. L'ES4 suivante voit Sébastien Loeb, qui a quitté à l'intersaison Citroën pour rejoindre Hyundai, signer son premier scratch sous ses nouvelles couleurs. Son coéquipier Neuville prend lui le commandement du rallye, et le conserve à la mi-journée malgré le meilleur temps d'Ogier dans l'ES5. 
Le sextuple champion du monde poursuit sur sa lancée à la reprise en remportant l’ES6 et recolle au pilote belge, ce dernier ayant fauté dès le premier virage. Le deuxième passage dans Roussieux-Laborel est à nouveau dominé par Loeb, pendant que le haut du classement est chamboulé. En effet, Tänak a dû s'arrêter pour changer de roue et a perdu deux minutes environ, et dans le même temps, Ogier a ravi le leadership à Neuville en le devançant de près de 25 s. Mais le pilote belge remporte la dernière spéciale de la journée, si bien que vendredi soir, Ogier est en tête avec 2,0 s d'avance sur Neuville. Mikkelsen complète le podium provisoire à plus d'une minute, suivent Latvala et Loeb.
Exclu de la course à la victoire, Ott Tänak adopte un rythme élevée le samedi, si bien qu'il remporte les quatre spéciales de la journée. Cette dernière a moins souri à Elfyn Evans, qui est contraint à l'abandon à la suite d'une sortie de route. Le duel pour la victoire entre Ogier et Neuville se poursuit, aucun des deux n’arrivant à faire la différence. Ainsi, le Français est toujours en tête à la fin de la journée avec seulement 4,3 s d'avance sur Neuville. Loeb complète le podium provisoire à près de deux minutes, suivi des Toyota de Latvala et Tänak.
L'ultime journée du rallye voit Tänak être de nouveau le plus rapide et s'adjuger les deux premières spéciales, ravissant par la même occasion la troisième place à Loeb. Cette série s'interrompt lors de l'avant-dernière spéciale qui est remportée par Neuville. Le pilote belge se rapproche encore plus d'Ogier à qui il a repris du temps durant toute la matinée. Ainsi, Neuville ne pointe désormais qu'à 0,4 s du Gapençais ! La dernière spéciale remportée par Kris Meeke est donc décisive pour la victoire, et c'est Sébastien Ogier qui prend le dessus en devançant Thierry Neuville de 1,8 s.
Finalement, Sébastien Ogier, copiloté par Julien Ingrassia, remporte le Monte-Carlo le plus serré de l'histoire avec 2,2 s d'avance sur le deuxième Neuville. C'est la sixième fois consécutive que le duo remporte l'épreuve et la septième fois dans toute sa carrière. Il réalise une bonne opération au championnat en marquant d'entrée 29 points sur 30 possibles pour sa première apparition avec une Citroën C3 WRC. Le podium est complété par Tänak qui pointe à plus de deux minutes, suivi de Loeb, Latvala et Meeke.

### Rallye de Suède

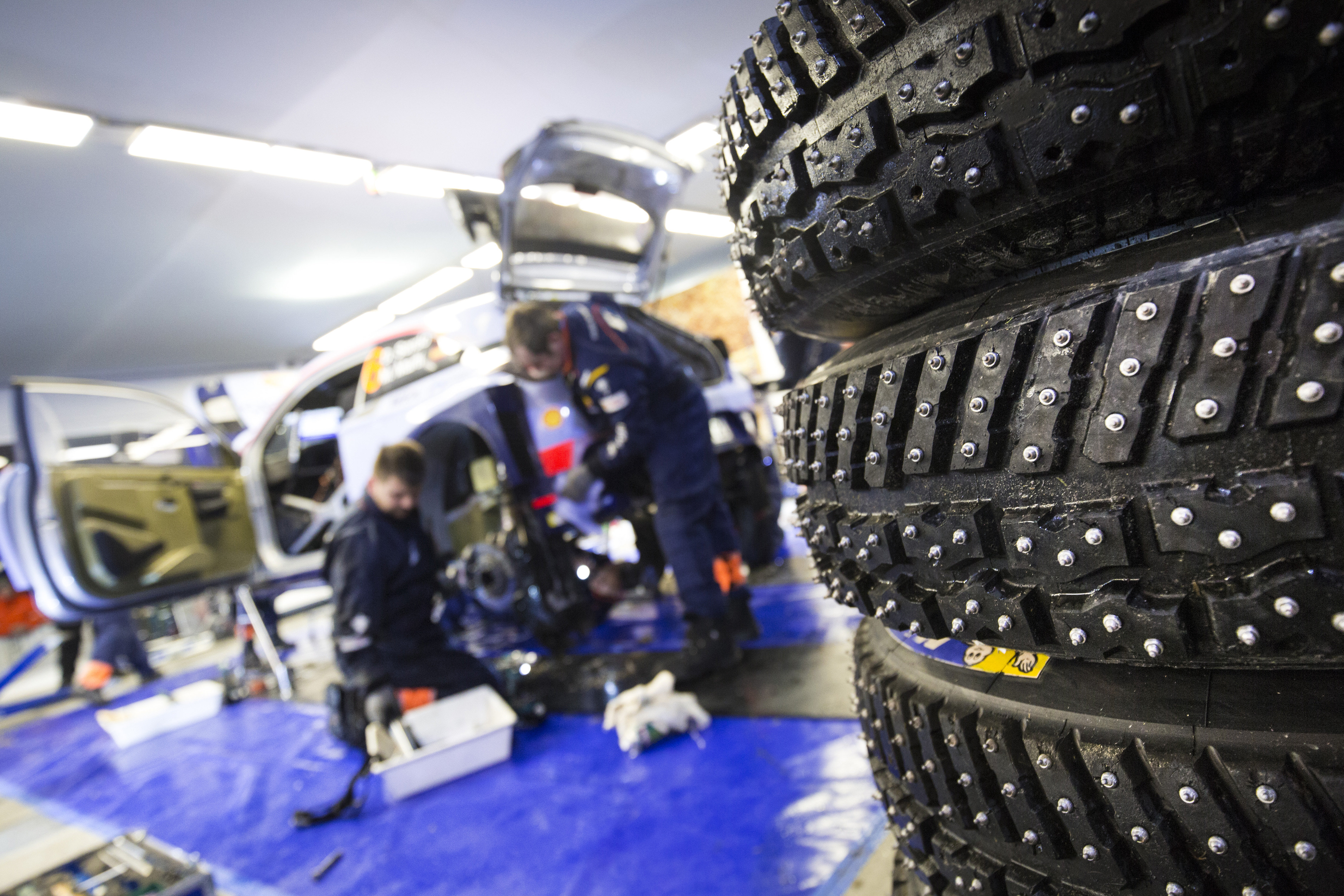
Les pneumatiques cloutés sont de sortie pour ce rallye.

Contrairement à l'édition passée, la neige est peu présente sur le parcours du rallye. Ce dernier débute le jeudi soir par l'habituelle spéciale disputée sur l'hippodrome de Karlstad remportée par Thierry Neuville.
La journée de vendredi norvégienne voit Ott Tänak s'illustrer d'entrée en remportant l'ES2 puis l'ES4, l'ES3 revenant à Teemu Suninen. D'autres pilotes sont moins en réussite, à l’instar de Pontus Tidemand, victime d'un souci moteur, et des champions du monde Sébastien Loeb et Marcus Grönholm, qui ont du mal à trouver le bon rythme, surtout pour le finlandais qui a connu plusieurs tête-à-queue avant de sortir de la piste. Ainsi, Tänak mène à la pause avec un peu plus de 5 s d'avance sur Suninen.
La boucle de l'après-midi est disputée dans des conditions boueuses. Profitant de leur position sur la route, Evans et Latvala s'illustrent d'entrée, le premier en signant le scratch et le second en s'emparant du commandement, avec des écarts importants puisque Neuville et Ogier pointent à plus de 30 s. L'ES6 suivante est remportée par Suninen qui prend la tête du rallye. Surtout, elle est fatale pour Ogier qui reste bloqué dans la neige après avoir heurté un talus par l’arrière, imité par Latvala dans la dernière spéciale. Suninen reste en tête le vendredi soir, 2 s devant Tänak. Mikkelsen complète le podium à 17 s 8.
Reparti en Rally 2, Latvala est l’auteur du premier meilleur chrono du samedi, tandis que la lutte pour la tête se poursuit avec Tänak qui reprend le commandement du rallye à Suninen. Ce dernier part cependant à la faute dans l'ES10 et perd plus d’une minute. Pendant ce temps, Ogier, reparti en Rally 2, remporte deux spéciales. À la pause, c'est donc Tänak qui est en tête, avec plus de 30 s d'avance sur le 2e Mikkelsen. Une lutte à trois entre Evans, Neuville et Lappi s'installe pour la 3e place. Tänak continue de réaliser des performances l’après-midi en s'adjugeant les deux premières spéciales. La bataille est intense derrière avec Mikkelsen et Evans qui perdent du temps tandis que Neuville et Lappi sont en forme, malgré un 360° du belge durant l'ES14. Cette dernière voit Ogier l'emporter, tandis que Suninen est contraint à l’abandon après avoir tapé un arbre. Les deux courtes dernières spéciales permettent à Lappi de grappiller suffisamment de temps pour finir 2e à égalité avec Mikkelsen samedi soir, à 54 s 5 du confortable meneur Tänak. Ils sont talonnés par Neuville qui n'accuse que 2 s 3 de retard.
Le dimanche, Latvala s'impose dans l'ES17, tandis que Mikkelsen se retrouve 4e après avoir cédé plus de 6 s à ses deux concurrents directs. La spéciale suivante est remportée par Evans et voit Lappi accroître son avance sur les pilotes Hyundai. Vient alors la dernière spéciale. Remportée par Ott Tänak navigué par Martin Järveoja, le duo achève de ce fait son premier rallye de Suède victorieux en beauté en engrangeant le maximum de points possibles avec 30 unités. De plus, il s'empare pour la première fois du commandement du championnat du monde. Lappi accroche la deuxième place du rallye à 53 s 7 de Tänak malgré la deuxième place de Neuville dans la Power stage. Le belge termine ainsi 3e en scorant 19 points. Suivent à plus d'une minute Mikkelsen, Evans, Meeke et Loeb, auteur d'un rallye sans faute.

### Rallye du Mexique
Le rallye débute le jeudi par une super spéciale remportée par Esapekka Lappi mais interrompue avant le passage des derniers pilotes à cause d'une rampe endommagée et dangereuse sur le parcours.
La journée de vendredi voit Andreas Mikkelsen s'illustrer d'entrée en remportant la longue spéciale d'El Chocolate. C'est la soupe à la grimace en revanche pour Teemu Suninen dont le rallye s'arrête déjà après s'être fait piéger dans une section étroite. Ott Tänak et Thierry Neuville souffrent eux de leur position sur la route, le Belge ayant été de plus handicapé par une crevaison. Ils subissent à nouveau dans la deuxième spéciale où Sébastien Ogier signe le scratch. Mikkelsen remporte la super spéciale qui suit et reste en tête à la pause avec 1 s 6 d'avance sur Ogier et 2 s 7 sur Sordo.
L'après-midi débute avec le second passage dans El Chocolate et un nouvel abandon. Mikkelsen, meneur jusque-là, est victime d'une grosse pierre qui casse sa suspension. Ogier s'empare ainsi du commandement tout en signant le meilleur chrono. Le Français continue sur sa lancée en remportant l'ES6, puis c'est Tänak, qui souffrait jusqu'ici, qui est le plus rapide dans l'ES7. D'autres pilotes y sont moins en réussite, à l’instar d'Ogier qui perd du temps à cause d'une crevaison, et surtout avec Sordo qui est stoppé par un souci électrique. Le rallye du Mexique est dur pour la mécanique, la preuve en est que Latvala est lui aussi arrêté un peu plus tard par un souci électrique ! Ainsi, seules six WRC sont rescapées vendredi soir, avec Ogier qui mène, 14 s 8 devant Evans, 21 s 1 devant Meeke et près de 40 s devant Tänak et Lappi, tandis que Neuville est à 1 minute.
La journée de samedi est la plus longue du rallye et les rebondissements sont toujours au rendez-vous. En effet, Lappi perd l’arrière de sa C3 dans un virage à gauche dans la première spéciale et se retrouve bloqué, ce qui amène à interrompre l'ES. C'est ainsi Meeke qui signe le scratch avec plus de 20 s d'avance sur Ogier à qui il ravit le leadership. Cependant, il l'égare dans l'ES suivante en perdant plus d’une minute en raison d’une crevaison à l’arrière-droit. Ogier reprend ainsi la tête pendant que Latvala signe le meilleur temps, ce qu'il réédite en compagnie du Gapençais lors de l'ES12. Meeke y évolue au ralenti en raison de dégâts sur sa suspension à la suite de sa crevaison, et pointe à la pause à plus de trois minutes d'Ogier, qui possède lui 19 s 2 d'avance sur Evans, 41 s 0 sur Tänak et près de 1 min 20 sur Neuville.
Ogier continue sa prestation l'après-midi et signe le scratch avec plus de 3 s d'avance sur la concurrence. Tänak remporte la spéciale suivante, et se rapproche d'Evans, ce dernier, en difficulté avec ses pneus durs, lui ayant concédé 16 s 6. L'Estonien s'impose aussi dans l'ES15. Les trois supers spéciales du soir sont remportées par les trois pilotes Hyundai et voient Ogier se faire une frayeur en percutant un mur de pneus, la faute à un souci de différentiel. Le Français est toujours en tête toutefois samedi soir, 27 s 0 devant Evans. Le podium est complété par Tänak qui n’est plus qu'à 2 s 2 du Gallois.
Le dimanche, Tänak signe d'entrée le scratch avec Evans à 4 s 2 et s'empare donc de la deuxième place qu'il conforte en remportant l’ES20 avec 5 s 2 d'avance sur le Gallois. Vient alors la dernière spéciale qui est remportée par Sébastien Ogier d'un cheveu devant Meeke, tandis que Tänak ne score aucun point supplémentaire en raison d'une crevaison lente. Navigué par Julien Ingrassia, le duo français achève de ce fait son cinquième rallye du Mexique victorieux en beauté en engrangeant le maximum de points possibles avec 30 unités, réalisant une très bonne opération au championnat puisque l'écart avec la paire estonienne meneuse passe de 16 à 4 points. Cette dernière termine l'épreuve deuxième à 30 s 2 et ce malgré le balayage initial. Le podium est complété par Elfyn Evans à 49 s 9, suivent Neuville à plus d'une minute et Meeke à plus de six.

## Résultats
| Manche | Rallye                                                                   | Podium                                 | Podium                                 | Podium                                 | Podium                                          | Podium                                 | Statistiques                           | Statistiques                           | Statistiques                           | Statistiques                           |
| Manche | Rallye                                                                   | Pos.                                   | No                                     | Équipage                               | Équipe                                          | Temps                                  | Épreuves spéciales                     | Distance parcourue                     | Équipages engagés                      | Équipages classés                      |
| ------ | ------------------------------------------------------------------------ | -------------------------------------- | -------------------------------------- | -------------------------------------- | ----------------------------------------------- | -------------------------------------- | -------------------------------------- | -------------------------------------- | -------------------------------------- | -------------------------------------- |
| 1er    | 87e Rallye Automobile de Monte-Carlo (24-27 janvier) résultats détaillés | 1                                      | 1                                      | Sébastien Ogier Julien Ingrassia       | Citroën Total WRT (Citroën C3 WRC)              | 3 h 21 min 15 s 9                      | 16                                     | 322,81 km                              | 84                                     | 67                                     |
| 1er    | 87e Rallye Automobile de Monte-Carlo (24-27 janvier) résultats détaillés | 2                                      | 11                                     | Thierry Neuville Nicolas Gilsoul       | Hyundai Shell Mobis WRT (Hyundai i20 Coupe WRC) | 3 h 21 min 18 s 1                      | 16                                     | 322,81 km                              | 84                                     | 67                                     |
| 1er    | 87e Rallye Automobile de Monte-Carlo (24-27 janvier) résultats détaillés | 3                                      | 8                                      | Ott Tänak Martin Järveoja              | Toyota Gazoo Racing WRT (Toyota Yaris WRC)      | 3 h 23 min 31 s 1                      | 16                                     | 322,81 km                              | 84                                     | 67                                     |
|        |                                                                          |                                        |                                        |                                        |                                                 |                                        |                                        |                                        |                                        |                                        |
| 2e     | 67e Rallye de Suède (14-17 février) résultats détaillés                  | 1                                      | 8                                      | Ott Tänak Martin Järveoja              | Toyota Gazoo Racing WRT (Toyota Yaris WRC)      | 2 h 47 min 30 s 0                      | 19                                     | 319,17 km                              | 61                                     | 55                                     |
| 2e     | 67e Rallye de Suède (14-17 février) résultats détaillés                  | 2                                      | 4                                      | Esapekka Lappi Janne Ferm              | Citroën Total WRT (Citroën C3 WRC)              | 2 h 48 min 23 s 7                      | 19                                     | 319,17 km                              | 61                                     | 55                                     |
| 2e     | 67e Rallye de Suède (14-17 février) résultats détaillés                  | 3                                      | 11                                     | Thierry Neuville Nicolas Gilsoul       | Hyundai Shell Mobis WRT (Hyundai i20 Coupe WRC) | 2 h 48 min 26 s 7                      | 19                                     | 319,17 km                              | 61                                     | 55                                     |
|        |                                                                          |                                        |                                        |                                        |                                                 |                                        |                                        |                                        |                                        |                                        |
| 3e     | 33e Rallye du Mexique (7-10 mars) résultats détaillés                    | 1                                      | 1                                      | Sébastien Ogier Julien Ingrassia       | Citroën Total WRT (Citroën C3 WRC)              | 3 h 37 min 08 s 0                      | 21                                     | 316,51 km                              | 23                                     | 15                                     |
| 3e     | 33e Rallye du Mexique (7-10 mars) résultats détaillés                    | 2                                      | 8                                      | Ott Tänak Martin Järveoja              | Toyota Gazoo Racing WRT (Toyota Yaris WRC)      | 3 h 37 min 38 s 2                      | 21                                     | 316,51 km                              | 23                                     | 15                                     |
| 3e     | 33e Rallye du Mexique (7-10 mars) résultats détaillés                    | 3                                      | 33                                     | Elfyn Evans Daniel Barritt             | M-Sport World Rally Team (Ford Fiesta WRC)      | 3 h 37 min 57 s 9                      | 21                                     | 316,51 km                              | 23                                     | 15                                     |
|        |                                                                          |                                        |                                        |                                        |                                                 |                                        |                                        |                                        |                                        |                                        |
| 4e     | 62e Tour de Corse (28-31 mars) résultats détaillés                       | 1                                      | 11                                     | Thierry Neuville Nicolas Gilsoul       | Hyundai Shell Mobis WRT (Hyundai i20 Coupe WRC) | 3 h 22 min 59 s 0                      | 14                                     | 347,51 km                              | 92                                     | 68                                     |
| 4e     | 62e Tour de Corse (28-31 mars) résultats détaillés                       | 2                                      | 1                                      | Sébastien Ogier Julien Ingrassia       | Citroën Total WRT (Citroën C3 WRC)              | 3 h 23 min 39 s 3                      | 14                                     | 347,51 km                              | 92                                     | 68                                     |
| 4e     | 62e Tour de Corse (28-31 mars) résultats détaillés                       | 3                                      | 33                                     | Elfyn Evans Daniel Barritt             | M-Sport World Rally Team (Ford Fiesta WRC)      | 3 h 24 min 05 s 6                      | 14                                     | 347,51 km                              | 92                                     | 68                                     |
|        |                                                                          |                                        |                                        |                                        |                                                 |                                        |                                        |                                        |                                        |                                        |
| 5e     | 21e Rallye d'Argentine (25-28 avril) résultats détaillés                 | 1                                      | 11                                     | Thierry Neuville Nicolas Gilsoul       | Hyundai Shell Mobis WRT (Hyundai i20 Coupe WRC) | 3 h 20 min 54 s 6                      | 18                                     | 349,48 km                              | 25                                     | 21                                     |
| 5e     | 21e Rallye d'Argentine (25-28 avril) résultats détaillés                 | 2                                      | 89                                     | Andreas Mikkelsen Anders Jæger         | Hyundai Shell Mobis WRT (Hyundai i20 Coupe WRC) | 3 h 21 min 43 s 0                      | 18                                     | 349,48 km                              | 25                                     | 21                                     |
| 5e     | 21e Rallye d'Argentine (25-28 avril) résultats détaillés                 | 3                                      | 1                                      | Sébastien Ogier Julien Ingrassia       | Citroën Total WRT (Citroën C3 WRC)              | 3 h 21 min 59 s 4                      | 18                                     | 349,48 km                              | 25                                     | 21                                     |
|        |                                                                          |                                        |                                        |                                        |                                                 |                                        |                                        |                                        |                                        |                                        |
| 6e     | 1er Rallye du Chili (9-12 mai) résultats détaillés                       | 1                                      | 8                                      | Ott Tänak Martin Järveoja              | Toyota Gazoo Racing WRT (Toyota Yaris WRC)      | 3 h 15 min 53 s 8                      | 16                                     | 304,81 km                              | 55                                     | 35                                     |
| 6e     | 1er Rallye du Chili (9-12 mai) résultats détaillés                       | 2                                      | 1                                      | Sébastien Ogier Julien Ingrassia       | Citroën Total WRT (Citroën C3 WRC)              | 3 h 16 min 16 s 9                      | 16                                     | 304,81 km                              | 55                                     | 35                                     |
| 6e     | 1er Rallye du Chili (9-12 mai) résultats détaillés                       | 3                                      | 19                                     | Sébastien Loeb Daniel Elena            | Hyundai Shell Mobis WRT (Hyundai i20 Coupe WRC) | 3 h 16 min 24 s 0                      | 16                                     | 304,81 km                              | 55                                     | 35                                     |
|        |                                                                          |                                        |                                        |                                        |                                                 |                                        |                                        |                                        |                                        |                                        |
| 7e     | 53e Rallye du Portugal (30 mai-2 juin) résultats détaillés               | 1                                      | 8                                      | Ott Tänak Martin Järveoja              | Toyota Gazoo Racing WRT (Toyota Yaris WRC)      | 3 h 20 min 22 s 8                      | 20                                     | 311,59 km                              | 60                                     | 33                                     |
| 7e     | 53e Rallye du Portugal (30 mai-2 juin) résultats détaillés               | 2                                      | 11                                     | Thierry Neuville Nicolas Gilsoul       | Hyundai Shell Mobis WRT (Hyundai i20 Coupe WRC) | 3 h 20 min 38 s 7                      | 20                                     | 311,59 km                              | 60                                     | 33                                     |
| 7e     | 53e Rallye du Portugal (30 mai-2 juin) résultats détaillés               | 3                                      | 1                                      | Sébastien Ogier Julien Ingrassia       | Citroën Total WRT (Citroën C3 WRC)              | 3 h 21 min 19 s 9                      | 20                                     | 311,59 km                              | 60                                     | 33                                     |
|        |                                                                          |                                        |                                        |                                        |                                                 |                                        |                                        |                                        |                                        |                                        |
| 8e     | 16e Rallye de Sardaigne (13-16 juin) résultats détaillés                 | 1                                      | 6                                      | Dani Sordo Carlos del Barrio           | Hyundai Motorsport (Hyundai i20 Coupe WRC)      | 3 h 32 min 27 s 2                      | 19                                     | 310,52 km                              | 88                                     | 49                                     |
| 8e     | 16e Rallye de Sardaigne (13-16 juin) résultats détaillés                 | 2                                      | 3                                      | Teemu Suninen Marko Salminen           | M-Sport (Ford Fiesta WRC)                       | 3 h 32 min 40 s 9                      | 19                                     | 310,52 km                              | 88                                     | 49                                     |
| 8e     | 16e Rallye de Sardaigne (13-16 juin) résultats détaillés                 | 3                                      | 89                                     | Andreas Mikkelsen Anders Jæger         | Hyundai Shell Mobis WRT (Hyundai i20 Coupe WRC) | 3 h 32 min 59 s 8                      | 19                                     | 310,52 km                              | 88                                     | 49                                     |
|        |                                                                          |                                        |                                        |                                        |                                                 |                                        |                                        |                                        |                                        |                                        |
| 9e     | 69e Rallye de Finlande (1er-4 août) résultats détaillés                  | 1                                      | 8                                      | Ott Tänak Martin Järveoja              | Toyota Gazoo Racing WRT (Toyota Yaris WRC)      | 2 h 30 min 40 s 3                      | 23                                     | 307,58 km                              | 61                                     | 49                                     |
| 9e     | 69e Rallye de Finlande (1er-4 août) résultats détaillés                  | 2                                      | 4                                      | Esapekka Lappi Janne Ferm              | Citroën Total WRT (Citroën C3 WRC)              | 2 h 31 min 05 s 9                      | 23                                     | 307,58 km                              | 61                                     | 49                                     |
| 9e     | 69e Rallye de Finlande (1er-4 août) résultats détaillés                  | 3                                      | 10                                     | Jari-Matti Latvala Miikka Anttila      | Toyota Gazoo Racing WRT (Toyota Yaris WRC)      | 2 h 31 min 13 s 5                      | 23                                     | 307,58 km                              | 61                                     | 49                                     |
|        |                                                                          |                                        |                                        |                                        |                                                 |                                        |                                        |                                        |                                        |                                        |
| 10e    | 37e Rallye d'Allemagne (22-25 août) résultats détaillés                  | 1                                      | 8                                      | Ott Tänak Martin Järveoja              | Toyota Gazoo Racing WRT (Toyota Yaris WRC)      | 3 h 15 min 29 s 8                      | 19                                     | 343,95 km                              | 52                                     | 41                                     |
| 10e    | 37e Rallye d'Allemagne (22-25 août) résultats détaillés                  | 2                                      | 5                                      | Kris Meeke Sebastian Marshall          | Toyota Gazoo Racing WRT (Toyota Yaris WRC)      | 3 h 15 min 50 s 6                      | 19                                     | 343,95 km                              | 52                                     | 41                                     |
| 10e    | 37e Rallye d'Allemagne (22-25 août) résultats détaillés                  | 3                                      | 10                                     | Jari-Matti Latvala Miikka Anttila      | Toyota Gazoo Racing WRT (Toyota Yaris WRC)      | 3 h 16 min 05 s 8                      | 19                                     | 343,95 km                              | 52                                     | 41                                     |
|        |                                                                          |                                        |                                        |                                        |                                                 |                                        |                                        |                                        |                                        |                                        |
| 11e    | 12e Rallye de Turquie (12-15 septembre) résultats détaillés              | 1                                      | 1                                      | Sébastien Ogier Julien Ingrassia       | Citroën Total WRT (Citroën C3 WRC)              | 3 h 50 min 12 s 1                      | 17                                     | 306,77 km                              | 28                                     | 24                                     |
| 11e    | 12e Rallye de Turquie (12-15 septembre) résultats détaillés              | 2                                      | 4                                      | Esapekka Lappi Janne Ferm              | Citroën Total WRT (Citroën C3 WRC)              | 3 h 50 min 46 s 8                      | 17                                     | 306,77 km                              | 28                                     | 24                                     |
| 11e    | 12e Rallye de Turquie (12-15 septembre) résultats détaillés              | 3                                      | 89                                     | Andreas Mikkelsen Anders Jæger         | Hyundai Shell Mobis WRT (Hyundai i20 Coupe WRC) | 3 h 51 min 16 s 6                      | 17                                     | 306,77 km                              | 28                                     | 24                                     |
|        |                                                                          |                                        |                                        |                                        |                                                 |                                        |                                        |                                        |                                        |                                        |
| 12e    | 75e Rallye de Grande-Bretagne (3-6 octobre) résultats détaillés          | 1                                      |                                        | Ott Tänak Martin Järveoja              | Toyota Gazoo Racing WRT (Toyota Yaris WRC)      | 3 h 00 min 58 s 0                      |                                        |                                        |                                        |                                        |
| 12e    | 75e Rallye de Grande-Bretagne (3-6 octobre) résultats détaillés          | 2                                      | 11                                     | Thierry Neuville Nicolas Gilsoul       | Hyundai Shell Mobis WRT (Hyundai i20 Coupe WRC) | 3 h 01 min 08 s 9                      |                                        |                                        |                                        |                                        |
| 12e    | 75e Rallye de Grande-Bretagne (3-6 octobre) résultats détaillés          | 3                                      | 1                                      | Sébastien Ogier Julien Ingrassia       | Citroën Total WRT (Citroën C3 WRC)              | 3 h 01 min 21 s 8                      |                                        |                                        |                                        |                                        |
|        |                                                                          |                                        |                                        |                                        |                                                 |                                        |                                        |                                        |                                        |                                        |
| 13e    | 55e Rallye de Catalogne (24-27 octobre) résultats détaillés              | 1                                      | 1                                      | Thierry Neuville Nicolas Gilsoul       | Hyundai Shell Mobis WRT (Hyundai i20 Coupe WRC) | 3 h 07 min 39 s 6                      |                                        |                                        |                                        |                                        |
| 13e    | 55e Rallye de Catalogne (24-27 octobre) résultats détaillés              | 2                                      |                                        | Ott Tänak Martin Järveoja              | Toyota Gazoo Racing WRT (Toyota Yaris WRC)      | 3 h 07 min 56 s 8                      |                                        |                                        |                                        |                                        |
| 13e    | 55e Rallye de Catalogne (24-27 octobre) résultats détaillés              | 3                                      | 6                                      | Dani Sordo Carlos del Barrio           | Hyundai Motorsport (Hyundai i20 Coupe WRC)      | 3 h 07 min 57 s 2                      |                                        |                                        |                                        |                                        |
|        |                                                                          |                                        |                                        |                                        |                                                 |                                        |                                        |                                        |                                        |                                        |
| 14e    | 28e Rallye d'Australie (14-17 novembre) résultats détaillés              | Épreuve annulée pour cause d'incendies | Épreuve annulée pour cause d'incendies | Épreuve annulée pour cause d'incendies | Épreuve annulée pour cause d'incendies          | Épreuve annulée pour cause d'incendies | Épreuve annulée pour cause d'incendies | Épreuve annulée pour cause d'incendies | Épreuve annulée pour cause d'incendies | Épreuve annulée pour cause d'incendies |

## Classements

### Attribution des points
Les points sont attribués aux 10 premiers équipages classés, tandis que les points de la super spéciale sont attribués aux 5 premiers pilotes du classement de celle-ci. Le système de points est le système universel FIA.
| Position | 1er | 2e | 3e | 4e | 5e | 6e | 7e | 8e | 9e | 10e |
| Points   | 25  | 18 | 15 | 12 | 10 | 8  | 6  | 4  | 2  | 1   |

| Position | 1er | 2e | 3e | 4e | 5e |
| Points   | 5   | 4  | 3  | 2  | 1  |

### Classement des pilotes
Selon le système de points en vigueur, les 10 premiers équipages remportent des points, 25 points pour le premier, puis 18, 15, 12, 10, 8, 6, 4, 2 et 1 point. Le championnat est remporté par le pilote estonien Ott Tänak, vainqueur des six manches disputées en Suède, au Chili, au Portugal, en Finlande, en Allemagne et en Grande-Bretagne.

### Évolution du classement
| Rallyes →               |    |    |    |    |    |    |    |    |    |    |    |  |  |  | Vic. | Pod. | 1er |
|                         |    |    |    |    |    |    |    |    |    |    |    |  |  |  |      |      |     |
| ----------------------- | -- | -- | -- | -- | -- | -- | -- | -- | -- | -- | -- |  |  |  | ---- | ---- | --- |
| Ott Tänak               | 3  | 1  | 1  | 3  | 3  | 2  | 2  | 1  | 1  | 1  | 1  |  |  |  | 5    | 7    | 6   |
| Sébastien Ogier         | 1  | 3  | 2  | 2  | 2  | 1  | 1  | 2  | 2  | 3  | 2  |  |  |  | 3    | 7    | 3   |
| Thierry Neuville        | 2  | 2  | 3  | 1  | 1  | 3  | 3  | 3  | 3  | 2  | 3  |  |  |  | 2    | 5    | 2   |
| Andreas Mikkelsen       | -  | 8  | 9  | 11 | 6  | 7  | 9  | 7  | 5  | 5  | 4  |  |  |  |      | 3    |     |
| Kris Meeke              | 4  | 4  | 4  | 5  | 4  | 4  | 5  | 6  | 7  | 4  | 5  |  |  |  |      | 1    |     |
| Jari-Matti Latvala      | 6  | 9  | 8  | 9  | 7  | 9  | 8  | 10 | 9  | 7  | 6  |  |  |  |      | 2    |     |
| Teemu Suninen           | 11 | 17 | 21 | 10 | 11 | 10 | 6  | 5  | 6  | 8  | 7  |  |  |  |      | 1    |     |
| Esapekka Lappi          | -  | 5  | 6  | 6  | 8  | 8  | 10 | 9  | 8  | 10 | 8  |  |  |  |      | 3    |     |
| Elfyn Evans             | -  | 7  | 5  | 4  | 5  | 5  | 4  | 4  | 4  | 6  | 9  |  |  |  |      | 2    |     |
| Dani Sordo              | -  | -  | 15 | 8  | 9  | 11 | 11 | 8  | 10 | 9  | 10 |  |  |  | 1    | 1    |     |
| Sébastien Loeb          | 5  | 6  | 7  | 7  | 10 | 6  | 7  | 11 | 11 | 11 | 11 |  |  |  |      | 1    |     |
| Kalle Rovanperä         | -  | -  | -  | -  | -  | 15 | 12 | 12 | 12 | 12 | 12 |  |  |  |      |      |     |
| Gus Greensmith          | 7  | 10 | 11 | 13 | 13 | 13 | 14 | 14 | 14 | 14 | 13 |  |  |  |      |      |     |
| Benito Guerra           | -  | -  | 10 | 12 | 12 | 12 | 13 | 13 | 13 | 13 | 14 |  |  |  |      |      |     |
| Marco Bulacia Wilkinson | -  | -  | 12 | 14 | 14 | 14 | 15 | 15 | 15 | 15 | 15 |  |  |  |      |      |     |
| Craig Breen             | -  | -  | -  | -  | -  | -  | -  | -  | 16 | 16 | 16 |  |  |  |      |      |     |
| Pontus Tidemand         | -  | 11 | 13 | 15 | 15 | 16 | 16 | 17 | 18 | 18 | 17 |  |  |  |      |      |     |
| Jan Kopecký             | -  | -  | -  | -  | -  | -  | 18 | 16 | 17 | 17 | 18 |  |  |  |      |      |     |
| Yoann Bonato            | 8  | 12 | 14 | 16 | 16 | 17 | 17 | 18 | 19 | 19 | 19 |  |  |  |      |      |     |
| Mads Østberg            | -  | -  | -  | -  | 18 | 18 | 19 | 19 | 20 | 20 | 20 |  |  |  |      |      |     |
| Ole Christian Veiby     | -  | 13 | 16 | 17 | 17 | 19 | 20 | 20 | 21 | 21 | 21 |  |  |  |      |      |     |
| Pierre-Louis Loubet     | -  | -  | -  | -  | -  | -  | 21 | 21 | 22 | 22 | 22 |  |  |  |      |      |     |
| Stéphane Sarrazin       | 9  | 14 | 17 | 18 | 19 | 20 | 22 | 22 | 23 | 23 | 23 |  |  |  |      |      |     |
| Nikolay Gryazin         | -  | -  | -  | -  | -  | -  | -  | -  | 24 | 24 | 24 |  |  |  |      |      |     |
| Takamoto Katsuta        | -  | -  | -  | -  | -  | -  | -  | -  | -  | 25 | 25 |  |  |  |      |      |     |
| Emil Bergkvist          | -  | -  | -  | -  | -  | -  | 23 | 23 | 25 | 26 | 26 |  |  |  |      |      |     |
| Pedro Heller            | -  | -  | -  | -  | 21 | 21 | 24 | 24 | 26 | 27 | 27 |  |  |  |      |      |     |
| Adrien Fourmaux         | 10 | 15 | 18 | 19 | 20 | 22 | 25 | 25 | 27 | 28 | 28 |  |  |  |      |      |     |
| Janne Tuohino           | -  | 16 | 19 | 20 | 22 | 23 | 26 | 26 | 28 | 29 | 29 |  |  |  |      |      |     |
| Ricardo Triviño         | -  | -  | 20 | 21 | 23 | 24 | 27 | 27 | 29 | 30 | 30 |  |  |  |      |      |     |

En gras et italique, pilotes vainqueurs.

### Classement des copilotes
Selon le système de points en vigueur, les 10 premiers équipages remportent des points, 25 points pour le premier, puis 18, 15, 12, 10, 8, 6, 4, 2 et 1. Le championnat est actuellement mené par l'estonien Martin Järveoja, copilote de Ott Tänak, vainqueur des six manches disputées en Suède, au Chili, au Portugal, en Finlande, en Allemagne et en Grande-Bretagne.

### Classement des constructeurs
Les points sont accordés aux 10 premiers classés. Seules les deux premières voitures parmi les trois sélectionnées par chaque constructeurs marquent des points. Les points de la super spéciale ne sont pas pris en compte dans ce classement.